# Akane-banashi
Akane-banashi (jap. あかね噺) ist eine Mangaserie von Autor Yūki Suenaga und Zeichner Takamasa Moue, die seit 2022 in Japan erscheint. Die Geschichte dreht sich um eine Schülerin, die die Unterhaltungskunst Rakugo erlernt, und wurde in mehrere Sprachen übersetzt, darunter ins Deutsche.

## Inhalt
Akane Osakis Vater Shinta übt begeistert Rakugo, eine traditionelle japanische Kunst des Erzählens. Doch obwohl seine Zuhörer sein Talent bestätigen, findet er nur wenig Publikum. Für Akanes Mutter Masaki ist er eher ein Herumtreiber, der ihr auf der Tasche liegt. Doch auch Akane wurde von seiner Begeisterung angesteckt und sie will ihm nacheifern. Als Shinta bei einer Prüfung zum höchsten Rang im Rakugo teilnimmt, unterstützt sie ihn aus dem Publikum heraus. Doch wie alle anderen lässt der Meister Issoh Arakawa ihren Vater durchfallen und wirft danach alle aus seiner Schule heraus. Jahre später bereitet sich Akane als Oberschülerin mit der heimlichen Hilfe des Meisters vor, in die Fußstapfen ihres Vaters zu treten und dabei zu beweisen, dass auch ihr Vater ein großer Künstler war. Der wurde, nachdem der Meister ihn verstoßen hatte, ein einfacher Angestellter.

## Veröffentlichung
Der Manga startete im Februar 2022 im Magazin Shūkan Shōnen Jump beim Verlag Shūeisha. Diese brachte die Kapitel seit Juni 2022 auch in bisher 17 Sammelbänden heraus (Stand Juni 2025). Eine deutsche Fassung erscheint seit März 2025 bei Loewe Manga in bisher vier Bänden (Stand August 2025); die Übersetzung stammt von John Schmitt-Weigand. Auf Englisch wird die Serie von Viz Media veröffentlicht und auf Italienisch von J-Pop.
Eine Umsetzung als Motion Comic, ergänzt mit Sprache, Musik und Ton, wurde 2022 von Shōnen Jump auf dem eigenen YouTube-Kanal veröffentlicht. Akane und ihr Vater werden von Akane und Kappei Yamaguchi gesprochen, die beide ebenfalls Vater und Tochter sowie Rakugo-Künstler sind.